# Alexandr Mironov
Alexandr Jevgeňjevič Mironov (rusky Александр Евгеньевич Миронов; 10. listopadujul./ 23. listopadu 1910greg., Orša – 15. prosince 1992, Minsk) byl ruský a běloruský sovětský spisovatel.

## Život
Mironov se narodil v běloruském městě Orša. Pocházel z rodiny železničáře. V letech 1930–1933 soužil u obchodního námořnictva a v letech 1933–1934 se zúčastnil polární plavby parníku Čeljuskin, který se potopil rozdrcený ledy nedaleko ostrova Koljučin v Čukotském moři. Roku 1942 dokončil školu velitelů hlídkových válečných lodí, bojoval ve druhé světové válce a byl vyznamenán Řádem vlastenecké války a Řádem rudé hvězdy.
Pracoval v novinách Правда Севера (Pravda Severu) a Моряк Севера (Námořník Severu), byl dopisovatelem novin Звезда (Hvězda) a v letech 1946–1950 pracoval ve scenáristickém oddělení filmového studia Беларусьфільм (Belarusfilm) v Minsku. Je autorem několika prozaických děl.
Zemřel v Minsku. Jeho popel byl podle jeho přání rozptýlen nad Černým mořem.

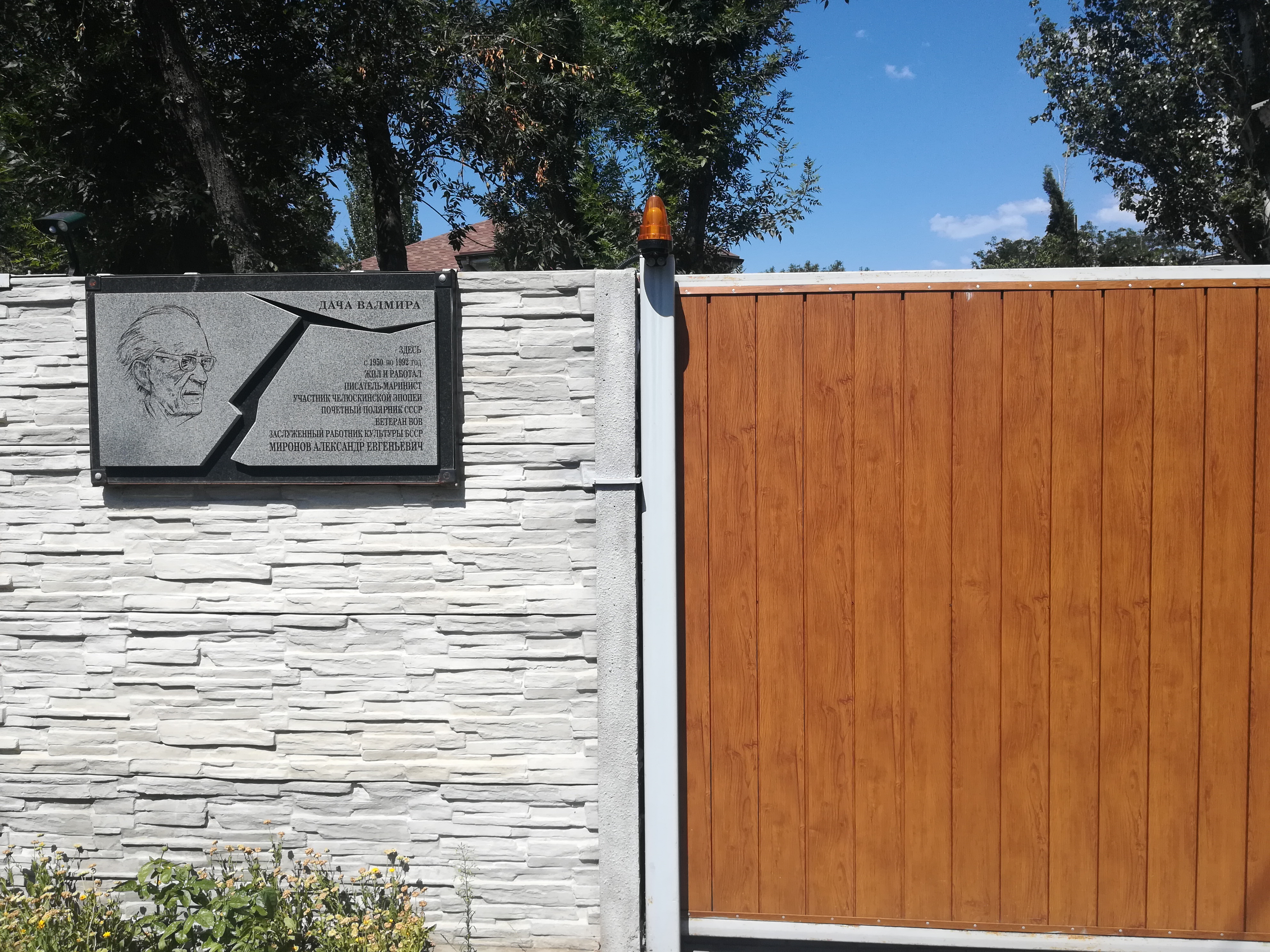
Koktebel

## Dílo
- Морские будни (1932, Všední dny na moři), povídky.
- Коса на камень (1967, Kosa na kámen), novela.
- Через тысячу смертей (1972, Přes tisíc smrtí), novela.
- Не поле перейти (1975, Nepřejdeš přes pole), román.
- Корабли выходят в океан (1957, Lodě vyplouvají na oceán), román.
- Дед-Мавр (1983, Děd Maur), novela.
- Ледовая одиссея (1984, Ledová odysea), autobiografická novela líčící dramatické události polární plavby sovětského parníku Čeljuskin, který ztroskotal uprostřed ker Čukotského moře.

## Česká vydání
- Ledová odysea, Albatros, Praha 1989, přeložila Eva Dolejšová.

## Vyznamenání
- Řád rudé hvězdy – Sovětský svaz, 1934 a 1945
- Řád vlastenecké války II. třídy – Sovětský svaz, 1985
- Řád přátelství mezi národy – Sovětský svaz
- Řád čestného odznaku – Sovětský svaz
- Zasloužilý pracovník v kultuře Běloruské republiky